# Kurt Plapperer

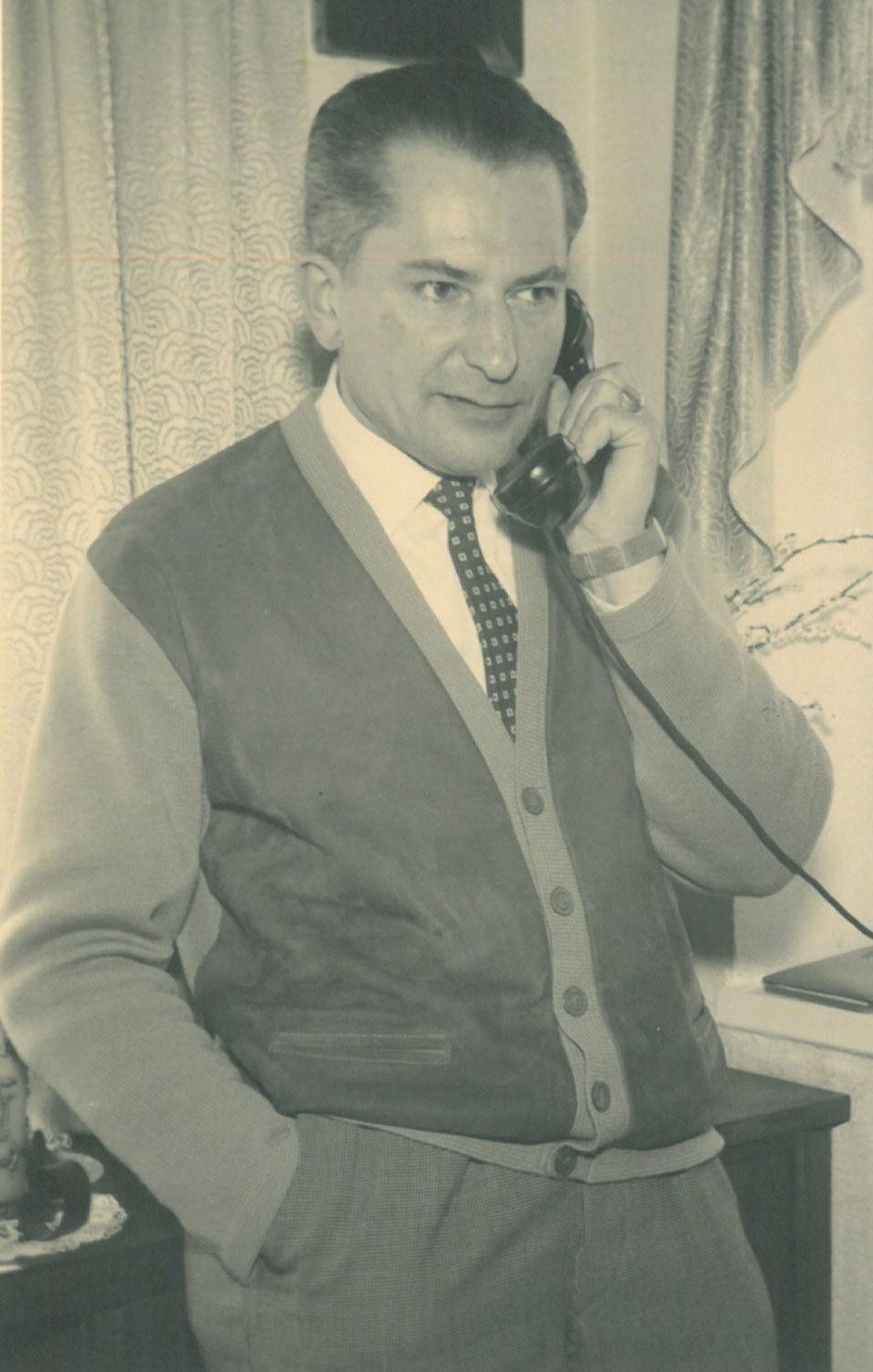
Kurt Plapperer

Kurt Plapperer (* 11. Juni 1916 in München; † 20. April 2003 in Rottach-Egern) war ein deutscher Steuerberater und Betriebswirt. Bis Juli 1977 war er Geschäftsführer und Hauptgesellschafter der Deutsches Theater München Betriebs GmbH.

## Werdegang
Kurt Plapperer kam 1916 in München als zweites von sechs Kindern seiner Eltern Hans und Berta Plapperer zur Welt. Er wuchs am Isartorplatz in München auf. Dort betrieb sein Vater, ein Kürschner und Schneidermeister, ein Pelzgeschäft.
Nach der Grundschule an der Herrenstraße besuchte er die Luitpold-Oberrealschule.
Das Abitur holte er erst nach Kriegsende nach. Es folgte das Studium der Betriebswirtschaft an der Ludwig-Maximilians-Universität (LMU) in München, das er als Diplom-Kaufmann abschloss. Im Anschluss arbeitete Plapperer zunächst als selbständiger Steuerberater u. a. für Wirtschaftsprüfer.
Lange nach Berufsbeginn promovierte er 1959 bei Karl Friedrich Rößle an der LMU in München zum Dr. rer. pol.

## Wirken am Deutschen Theater in München
Im Jahr 1951 wurde Plapperer kaufmännischer Leiter der Paul Wolz KG. Die von Paul Wolz gemeinsam mit Oskar Angerer († 1961) zum Betrieb des Deutschen Theaters in München gegründete Gesellschaft Paul Wolz KG war Pächterin des nach der Zerstörung im Zweiten Weltkrieg wiederaufgebauten Theatergebäudes. Die freundschaftliche Verbindung von Kurt Plapperer zu Paul Wolz und dessen Familie reichte bis in die Vorkriegsjahre zurück, in denen Paul Wolz seit 1936 bereits privater Betreiber des Deutschen Theaters war.
Plapperer erhielt 1954 eine Erfolgsbeteiligung, die 1961 in eine Beteiligung als Kommanditist umgewandelt wurde. Er war von da an Co-Direktor neben seiner Position als kaufmännischer Leiter des Unternehmens.
Nach dem Tod von Paul Wolz am 4. Mai 1965 wurde Plapperer Komplementär der KG. Er übernahm im Deutschen Theater – gemeinsam mit seiner Frau Clothilde – die alleinige Geschäftsführung und Leitung des Theater- und Faschingsbetriebs. Die Hotelfachfrau Clothilde Plapperer wurde Kommanditistin und Prokuristin des Unternehmens.
Plapperer nahm 1971 seinen Adoptivsohn Heiko Plapperer-Lüthgarth (Kind aus erster Ehe seiner Frau Clothilde) als weiteren Mitgesellschafter und zweiten Geschäftsführer in sein Unternehmen auf. Heiko Plapperer-Lüthgarth ist Jurist und hatte bereits in vielen Bereichen des Theaters praktische Erfahrungen gesammelt. Das Deutsche Theater war jetzt das letzte von einer Familiengesellschaft betriebene Haus dieser Größenordnung in der Bundesrepublik Deutschland.
Das Pachtverhältnis mit dem Eigentümer des Theatergebäudes (der Deutschen Theater Grund- und Hausbesitz GmbH) endete 1977 wegen Renovierungsbedarfs.

## Bühnenbetrieb zur Zeit von Kurt Plapperer
Zu Beginn seiner Co-Direktion zeigte Kurt Plapperer 1961 den heutigen Weltklassiker West Side Story von Leonard Bernstein in einer Broadway-Besetzung als Erstaufführung in Deutschland. Die Begeisterung des Publikums und der Feuilletons hielt sich in Grenzen: Sie waren irritiert von der ungewohnten Musik und schockiert von getanzter Gewalt im friedlichen Nachkriegsdeutschland. Das Genre Musical war damals nahezu unbekannt. Die Aufführung der West Side Story war jedoch die erste Weichenstellung für zahlreiche Musical-Aufführungen des Hauses in den folgenden Jahrzehnten.
Plapperer zeigte 1962 das Musical My Fair Lady in der Produktion des Berliner Theater des Westens erstmals in München. Die Hauptrollen spielten Sonja Ziemann und Wolfgang Lukschy. Mehr als 300 Mal ging die Inszenierung über die Bühne und verschaffte dem Privattheater Rekordeinnahmen. Es wurde der größte Erfolg seit der Wiedereröffnung 1951. Plapperer holte My Fair Lady bis 1975 fünf weitere Male in jeweils leicht veränderter Besetzung nach München.
Eine weitere deutschsprachige Produktion des Berliner Theater des Westens folgte 1964: das Musical Annie Get Your Gun. In den Hauptrollen spielten u. a. Heidi Brühl, Robert Trehy, Brigitte Mira und Ilja Richter.
Unbeirrt und gegen die Einwände, ein „Bauerntheater“ passe nicht zum Stil des Hauses, gab Kurt Plapperer der TV-Serie Der Komödienstadel des Bayerischen Rundfunks außerhalb des Fernsehstudios eine Heimat. Auf der Bühne des Deutschen Theaters spielten fortan unter der Regie von Olf Fischer bayerische Volksschauspieler wie Gustl Bayrhammer, Michl Lang, Marianne Lindner, Fritz Straßner, Erni Singerl, Maxl Graf, Katharina de Bruyn, Max Grießer, Ludwig Schmid-Wildy, Beppo Brem, Gerhart Lippert und Bernd Helfrich.
Plapperer zeigte 1969 das Broadway-Musical Anatevka in deutscher Sprache, das mit monatelangen Laufzeiten zur nächsten Erfolgsserie wurde. Hauptdarsteller Shmuel Rodensky war als Tevje der Münchner Publikumsliebling. 1972 wurde Anatevka als Beitrag zum Festprogramm der Olympischen Sommerspiele zum dritten Mal in den Spielplan aufgenommen. Am Vorabend des Olympia-Attentats am 5. September 1972 besuchte die israelische Olympiamannschaft die Vorstellung von Anatevka. Beim anschließenden Pressetermin der Athleten mit den größtenteils anwesenden Künstlern auf der Bühne entstanden die letzten Fotos der noch ahnungslosen Mannschaft.
Die alljährlichen Theater Wochen in Zusammenarbeit mit der Münchner Theater Gemeinde (Leitung: Jakob Baumann) und Neues Theater München (Leitung: Christian Dorn) waren eine feste Institution. Während der damals in München spielfreien Theaterferienzeit wurden jedes Jahr hochkarätig besetzte Inszenierungen von Schauspielklassikern gezeigt, die von den subventionierten Münchner Bühnen vernachlässigt waren; u. a. Die heilige Johanna (1961) mit Klaus Kinski, Der Kaufmann von Venedig (1964) mit Ernst Deutsch als Shylock, Hamlet (1968) mit Maximilian Schell und Elisabeth Flickenschildt, Der Färber und sein Zwillingsbruder (1975) mit Josef Meinrad und Der Raub der Sabinerinnen (1973) mit Kurt Plapperers Jugendfreund Gert Fröbe in dessen Lieblingsrolle des Theaterdirektor Striese.

## Unternehmenskonzept

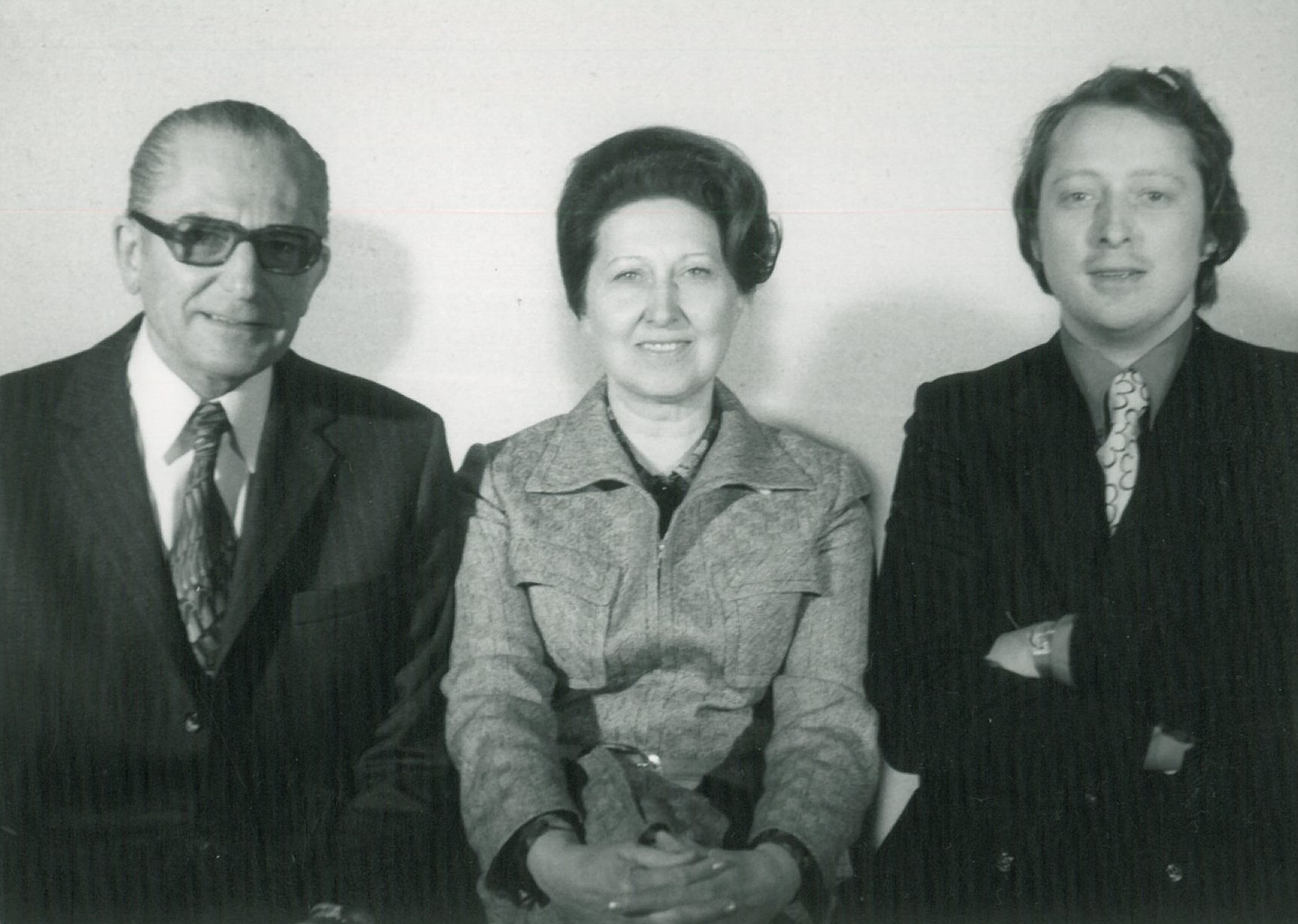
Kurt Plapperer mit seiner Frau Clothilde und Adoptivsohn Heiko Plapperer-Lüthgarth (von links nach rechts)

Der Betriebswirt Kurt Plapperer verstand es, das mit 1800 Plätzen damals größte Gastspieltheater der Bundesrepublik ohne öffentliche Subventionen zu betreiben, obwohl er eine stattliche Pacht an den städtischen Eigentümer des Theatergebäudes zahlte, und das im Umfeld der hochsubventionierten Münchner Bühnen. Dies gelang ihm vor allem dank der Ergebnisse aus der damals höchst lukrativen Ballsaison.
Während der Faschingszeit fanden Dutzende von gut besuchten Kostüm- und Galafesten in der Münchner Faschingshochburg Deutsches Theater statt. Die Balltradition des Hauses reichte zurück bis in die Jahrzehnte vor Beginn des Zweiten Weltkriegs. Der Nachholbedarf an Lebensfreude nach Kriegsende erklärte die enorme Begeisterung der Bevölkerung für rauschende und berauschende Ballnächte.
Zuschauerraum, Bühne und alle Nebenräume des Theaters wurden dazu für die Dauer der Faschings-Saison in ein fantasievoll dekoriertes Ballhaus verwandelt (Dekoration: Hans Minarik). Der Zuschauerraum verwandelte sich in einen Ballsaal mit Tanzparkett für bis zu 2500 begeisterte Gäste. Theaterchef Plapperer war während der Ball- und Galasaison in Zusammenarbeit mit seinen Partnern Bayerischer Hof (Falk Volkhard) und Künstlerhaus (Carl Spremberg) für die Bewirtung der Gäste verantwortlich und damit zugleich auch Groß-Gastronom. Seine Frau Clothilde leitete in dieser Zeit als gelernte Hotelfachfrau den Gastronomiebetrieb. Sohn Heiko Plapperer-Lüthgarth organisierte und veranstaltete in diesen Jahren glanzvolle neue Faschingsfeste wie Münchner Opernball, die Soirée der Stars (die Wiedererweckung der legendären Filmbälle der 1950er Jahre) mit Co-Veranstalter Carl Möhner, Y Viva Espana, die James Last Party, 1001 Nacht. Die Anziehungskraft und der Erfolg des Hauses wuchs damit weiter. Der finanzielle Ertrag der Faschingssaison in den Nachkriegsjahren war gewissermaßen die Eigensubvention des aufwendigen Theaterbetriebs und ermöglichte die erfolgreiche Spielplangestaltung.
Trotz großer Beliebtheit beim Publikum musste das Deutsche Theater 1976 wegen baulicher Mängel aus der Zeit des zu raschen Wiederaufbaus nach dem Krieg für eine unumgängliche Renovierung geschlossen werden.
Kurt Plapperer war kein Schöngeist, sondern ein klar kalkulierender Kaufmann. Er hatte das Deutsche Theater als letzten großen Privattheaterbetrieb in Deutschland bis zu seiner Schließung 1976 künstlerisch und wirtschaftlich auf sein privates Risiko hin erfolgreich geführt. Er schloss seine Bücher geordnet und ohne geschäftlichen Skandal – eine Seltenheit in der mehr als 120-jährigen Geschichte dieses Hauses der leichten Muse. Kurt Plapperer verabschiedete sich nach 25 Jahren mit einem Bühnengastspiel des Pariser Pantomimen Marcel Marceau. Die Familiengesellschaft von Plapperer und seinen Mitgesellschaftern – Frau Clothilde Plapperer und Sohn Heiko Plapperer-Lüthgarth – wurde aufgelöst.
Nach der Ballsaison 1977 blieb das Haus bis zur Wiedereröffnung am 8. Oktober 1982 geschlossen.

## Leben nach dem Theater
Kurt Plapperer und seine Frau Clothilde zogen sich nach Rottach-Egern am Tegernsee zurück. Ab 1978 betrieben sie dort 20 Jahre das kleine Hotel Garni Helenenschlössl. Dort empfingen sie befreundete Künstler, Freunde und Bekannte. Mit Interesse verfolgten sie von dort aus die turbulente Renovierung des Deutschen Theaters, seine glanzvolle Wiedereröffnung und den fortan mit fünf Millionen Mark jährlich subventionierten neuen Betrieb durch die Deutsches Theater München Betriebs GmbH (100 Prozent im Eigentum der Landeshauptstadt München), der Sohn, Heiko Plapperer-Lüthgarth, leitete dieses Unternehmen dann 25 Jahre als Direktor und Hauptgeschäftsführer.
| Personendaten    | Personendaten                                                                                               |
| ---------------- | --- |
| NAME             | Plapperer, Kurt                                                                                             |
| KURZBESCHREIBUNG | deutscher Betriebswirt, Geschäftsführer und Hauptgesellschafter der Deutsches Theater München Betriebs GmbH |
| GEBURTSDATUM     | 11. Juni 1916                                                                                               |
| GEBURTSORT       | München |
| STERBEDATUM      | 20. April 2003                                                                                              |
| STERBEORT        | Rottach-Egern                                                                                               |